# Isabel Allende Karam
Isabel Allende Karam là một nhà ngoại giao, đại sứ và cựu dịch giả người Cuba. Hiện cô làm việc với tư cách là giám đốc của ISRI, Acaduto Superior de Relaciones Internacionales của Cuba.

## Tiểu sử
Allende học tại Tiệp Khắc tại Đại học Charles ở Prague  và làm việc cho cả Trung tâm văn hóa Cuba ở Prague và Đại sứ quán Cuba ở Tiệp Khắc.
Bà là dịch giả của Fidel Fidelidel trong chuyến đi tới Prague, nhân viên văn phòng của Tiệp Khắc (1969 Hóa70) tại MINREX (Bộ Ngoại giao Cuba), sau đó là giám đốc bộ phận của nó cho các nước xã hội chủ nghĩa Trung Âu, đại sứ Cuba tại Ba Lan (1988.,  Tây Ban Nha (1999 Dòng2000)  và Nga. Năm 1996, bà là Thứ trưởng Ngoại giao, trong đó năng lực mà bà tham gia vào các cuộc đàm phán dẫn đến chuyến thăm năm 1998 của Giáo hoàng John Paul II tới Cuba.

## Cuộc sống cá nhân
Chồng của Allende là một nhà văn Cuba. Cô nói được cả tiếng Tây Ban Nha và tiếng Séc.

### Công trình được trích dẫn
- Warakomska, Dorota (1998). Ostatnia Wyspa Komunizmu: Jan Paweł II na Kubie: Styczeń 1998 [The Last Island of Communism: John Paul II in Cuba: January 1998] (bằng tiếng Ba Lan). Wydawnictwo Znak. ISBN 978-8-37-006801-1.  Warakomska, Dorota (1998). Ostatnia Wyspa Komunizmu: Jan Paweł II na Kubie: Styczeń 1998 [The Last Island of Communism: John Paul II in Cuba: January 1998] (bằng tiếng Ba Lan). Wydawnictwo Znak. ISBN 978-8-37-006801-1.  Warakomska, Dorota (1998). Ostatnia Wyspa Komunizmu: Jan Paweł II na Kubie: Styczeń 1998 [The Last Island of Communism: John Paul II in Cuba: January 1998] (bằng tiếng Ba Lan). Wydawnictwo Znak. ISBN 978-8-37-006801-1.
- Yofre, Juan B. (2014). Fue Cuba: La infiltración cubano-soviética que dio origen a la violencia [It Was Cuba: The Cuban-Soviet Infiltration That Gave Rise to Violence] (bằng tiếng Tây Ban Nha). Penguin Random House Grupo Editorial Argentina. ISBN 978-9-50-074938-1.  Yofre, Juan B. (2014). Fue Cuba: La infiltración cubano-soviética que dio origen a la violencia [It Was Cuba: The Cuban-Soviet Infiltration That Gave Rise to Violence] (bằng tiếng Tây Ban Nha). Penguin Random House Grupo Editorial Argentina. ISBN 978-9-50-074938-1.  Yofre, Juan B. (2014). Fue Cuba: La infiltración cubano-soviética que dio origen a la violencia [It Was Cuba: The Cuban-Soviet Infiltration That Gave Rise to Violence] (bằng tiếng Tây Ban Nha). Penguin Random House Grupo Editorial Argentina. ISBN 978-9-50-074938-1.